# Fléra

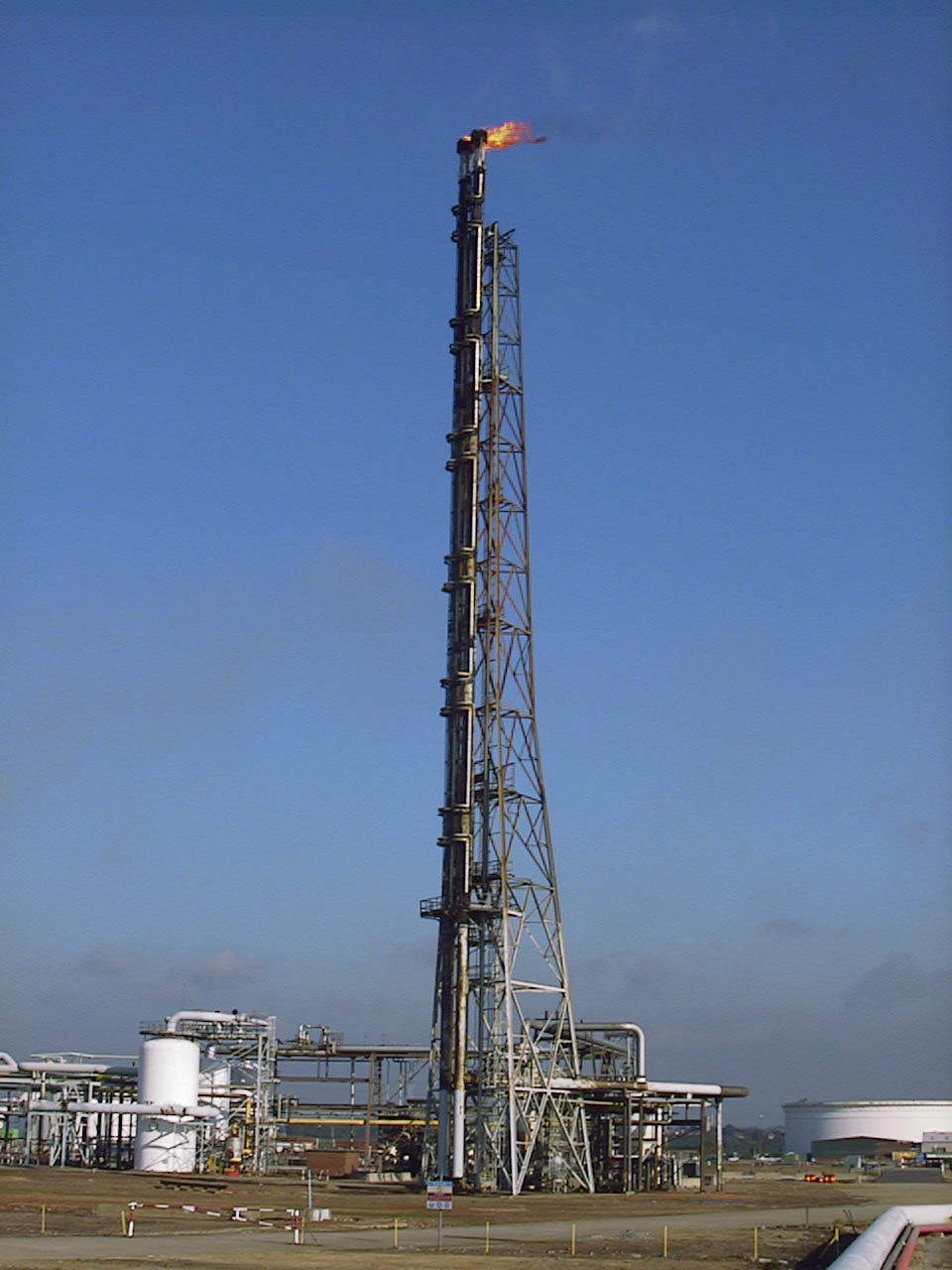
Fléra v britské rafinerii Shell Haven

Fléra (též polní hořák, havarijní pochodeň, fakle) je speciální technologické zařízení k dodatečnému spalování bioplynu nebo zemního plynu, které jako přebytek, popř. při výpadku základní technologie spaluje plyn, který by jinak unikal do ovzduší. Používá se v průmyslových závodech, jako jsou ropné rafinerie, chemické závody a závody na zpracování zemního plynu.
Spalování plynu ve flérách bývá kritizováno jako plýtvání s negativním dopadem na životní prostředí a lidské zdraví. Proto bylo flérování v EU omezeno Nařízením EU č. 2024/1787 ze dne 13. června 2024 o snižování emisí metanu v odvětví energetiky.